# Epfendorf
Epfendorf là một thị xã thuộc huyện Rottweil, bang Baden-Württemberg, Đức.